# 김밥천국

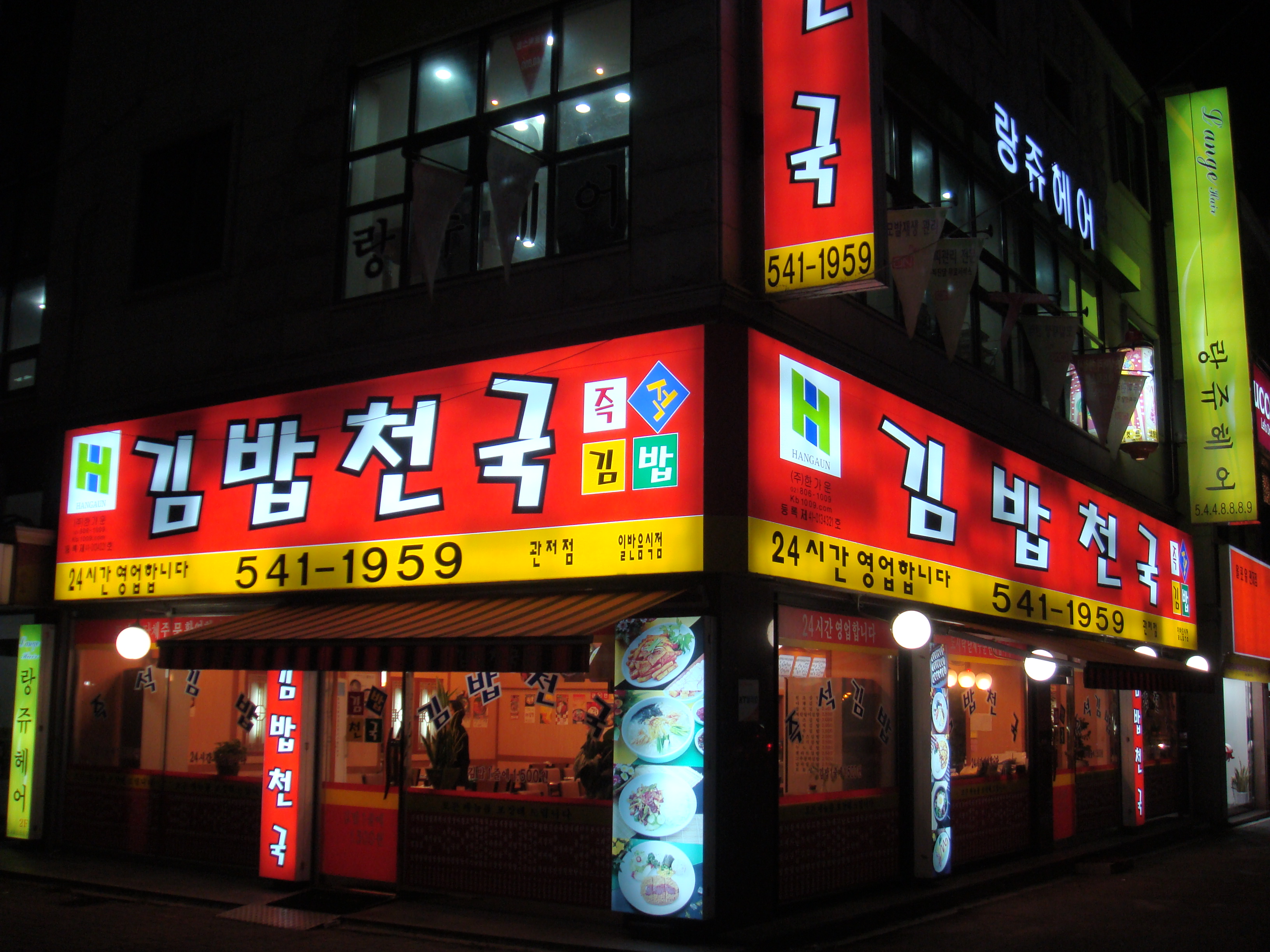
김밥천국

김밥천국은 대한민국의 김밥 전문점이다. 김밥뿐만 아니라 분식류를 비롯한 다양한 음식들을 판매하고 있다. 1995년에 김밥천국 브랜드가 처음 생겨났지만 그 상표권에 대해 법적인 권리를 받지 못했다.
특허청은 김밥천국에 대해 한 사업자가 독점할 수 없는 상호라는 결정을 내렸고 상표권 등의 법적인 권리를 인정하지 않았다. 이후 최초 출원자는 별도로 이의 신청을 포기했고 다른 김밥가게에서도 널리 사용하는 상표가 되었다. 현재는 같은 브랜드로 가맹 사업을 하는 곳이 여러 곳 존재한다. 비슷한 상호로 김밥나라, 김밥사랑, 김밥 파는 사람들, 나드리김밥 등이 있다. 